# Energetyk ROW Rybnik
Energetyk ROW Rybnik (celým názvem Klub Sportowy Energetyk Rybnickiego Okręgu Węglowego Rybnik) je polský fotbalový klub z města Rybnik založený roku 1964 spojením klubů Górnik Rybnik a Górnik Chwalowice. V době největší slávy měl klub 13 sportovních sekcí, z nichž nejpopulárnější byly fotbalová a plochodrážní. Na počátku 90. let 20. století klub zkrachoval, obnoven byl v roce 2003. Domácím hřištěm je Stadion Miejski w Rybniku s kapacitou 10 304 míst. Klubové barvy jsou černá, bílá a modrá. Hraje v polské druhé lize, která se jmenuje I liga.

## Logo
Logo ve tvaru erbu je rozděleno do tří polí. V horním černém poli je bílý nápis K.S. ENERGETYK. Ve spodním bílém poli je modrý nápis ROW RYBNIK a v prostředním modrém poli je bíle znázorněná štika a stonky plus květy vodní rostliny kotvice plovoucí (část znaku města Rybnik).

## Úspěchy
- finalista polského poháru (1974/75)[2]

## Soupiska
K srpnu 2013
| Číslo |        | Pozice | Hráč                |
| ----- | ------ | ------ | ------------------- |
|       | Polsko | B      | Błażej Byczek       |
|       | Polsko | B      | Daniel Kajzer       |
|       | Polsko | B      | Marcin Musioł       |
|       | Polsko | B      | Marcin Skrzeszewski |
|       | Polsko | O      | Marcin Grabowski    |
|       | Polsko | O      | Marcin Grolik       |
|       | Polsko | O      | Roland Kachel       |
|       | Polsko | O      | Marek Krotofil      |
|       | Polsko | O      | Daniel Kutarba      |
|       | Polsko | O      | Mateusz Słodowy     |
|       | Polsko | O      | Jakub Steuer        |
|       | Polsko | O      | Sławomir Szary      |
|       | Polsko | Z      | Michał Adamczyk     |
|       | Polsko | Z      | Daniel Feruga       |
|       | Polsko | Z      | Marek Gładkowski    |

| Číslo |           | Pozice | Hráč               |
| ----- | --------- | ------ | ------------------ |
|       | Polsko    | Z      | Jan Janik          |
|       | Polsko    | Z      | Szymon Jary        |
|       | Polsko    | Z      | Tomasz Kasprzyk    |
|       | Polsko    | Z      | Kamil Kostecki     |
|       | Polsko    | Z      | Mariusz Muszalik   |
|       | Polsko    | Z      | Paweł Staniczek    |
|       | Polsko    | Z      | Michał Stroka      |
|       | Polsko    | Z      | Jarosław Wieczorek |
|       | Polsko    | Z      | Adam Wolniewicz    |
|       | Polsko    | Ú      | Łukasz Bałuszyński |
|       | Polsko    | Ú      | Roland Buchała     |
|       | Senegal   | Ú      | Idrissa Cissé      |
|       | Polsko    | Ú      | Rafał Kurzawa      |
|       | Polsko    | Ú      | Sebastian Musiolik |
|       | Polsko    | Ú      | Mateusz Szatkowski |
|       | Moldavsko | O      | Maxim Potîrniche   |

## Čeští hráči v klubu
Seznam českých hráčů, kteří působili v klubu Energetyk ROW Rybnik:
- Antonín Buček[3]